# مات بولستر
مات بولستر (بالإنجليزية: Matt Polster)‏ (8 يونيو 1993 بميلواكي في الولايات المتحدة - ) هو لاعب كرة قدم أمريكي في مركز الدفاع. شارك مع منتخب الولايات المتحدة تحت 23 سنة لكرة القدم. أما مع النوادي، فقد لعب مع شيكاغو فاير وChicago Fire U-23 ‏ وVictoria Highlanders FC ‏.

## وصلات خارجية
- مات بولستر على موقع الاتحاد الأوربي (الإنجليزية)
- مات بولستر على موقع الدوري الأمريكي (الإنجليزية)
- مات بولستر على موقع قاعدة بيانات كرة القدم.إي يو (الإنجليزية)
- مات بولستر على موقع ناشيونال فوتبول تيمز (الإنجليزية)
- مات بولستر على موقع Soccerbase.com (لاعب) (الإنجليزية)
- مات بولستر على موقع Soccerway.com (الإنجليزية)
- مات بولستر على موقع عالم كرة القدم.نت (الإنجليزية)
- مات بولستر على موقع AS.com (الإسبانية)